# NGC 2602
NGC 2602 је спирална галаксија у сазвежђу Велики медвед која се налази на NGC листи објеката дубоког неба.
Деклинација објекта је + 52° 49' 53" а ректасцензија 8h 35m 4,3s. Привидна величина (магнитуда) објекта NGC 2602 износи 14,6 а фотографска магнитуда 15,4. NGC 2602 је још познат и под ознакама MCG 9-14-69, CGCG 263-56, ARAK 169, PGC 24099.